# Minuskel 209
Minuskel 209 (in the Nummerierung nach Gregory-Aland, δ 457 und α 1581 von Soden) ist eine griechische Minuskelhandschrift des Neuen Testaments auf Pergament. Mittels Paläographie wurde es mit Ausnahme der Offenbarung auf das 14. Jahrhundert datiert. Die Offenbarung wurde dem Kodex im 15. Jahrhundert hinzugefügt.

## Beschreibung
Der Kodex enthält den vollständigen Text des Neuen Testaments auf 411 Pergamentblättern (19,5 × 12 cm). Er wurde einspaltig mit 27 Zeilen je Seite beschrieben.
In den Katholischen Briefen ist der Euthalische Apparatus enthalten. Die Apokalypse enthält Prolegomena.

## Text
Der griechische Text des Kodex repräsentiert den Cäsareanischen Texttyp in den Evangelien und den Byzantinischen Texttyp in den restlichen Büchern des Neuen Testaments. Kurt Aland ordnete ihn für die Evangelien und die Offenbarung in Kategorie III ein. Die restlichen Bücher gehören zur Kategorie V.
Der Text der Evangelien ist nahe an Minuskel 205 (oder vice versa). Jedoch unterscheiden sie sich in der Apostelgeschichte und in den Briefen. Die Handschrift gehört zur Textfamilie f1.

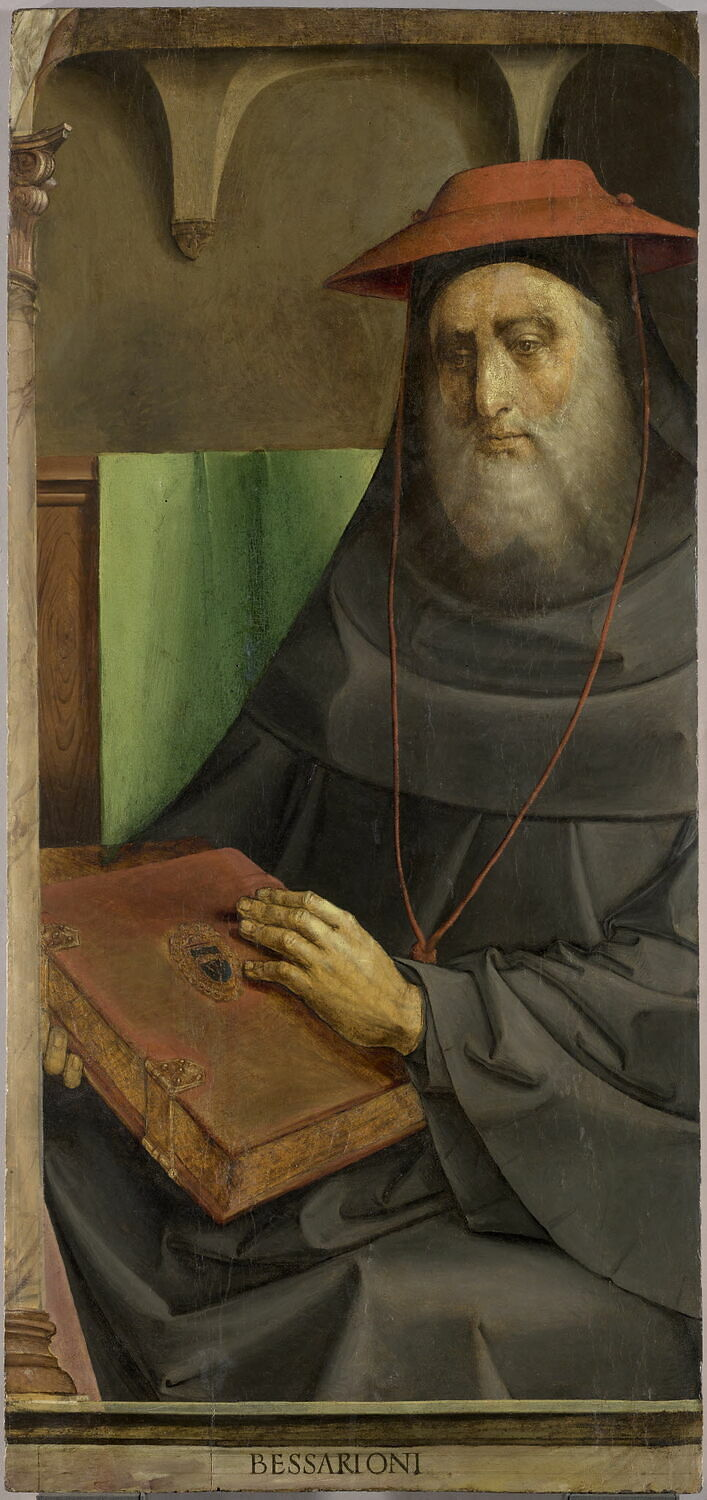
Bessarion als Kardinal. Zeitgenössisches Gemälde von Justus van Gent und Pedro Berruguete. Louvre, Paris

## Geschichte
Das Manuskript gehörte einst Bessarion, der es zum Konzil von Ferrara-Florenz 1439 mitbrachte und der viele Bemerkungen hineinschrieb.
Es wurde von Birch, Engelbreth, Fleck, Rinck, und Burgon untersucht.
Zurzeit wird es in der Biblioteca Marciana (Fondo ant. 10) in Venedig aufbewahrt.